# Atlântica - Escola Universitária de Ciências Empresariais, Saúde, Tecnologias e Engenharia
A Atlântica - Instituto Universitário localiza-se na Área do Parque de Ciência e Tecnologia, perto do Taguspark, em Oeiras, na zona da Antiga Fábrica da Pólvora de Barcarena, a 10 minutos de Lisboa, Portugal.

## História
A Atlântica, que iniciou as suas atividades letivas em 1996, foi inicialmente criada por professores universitários, investigadores, instituições financeiras, grupos institucionais, empresas de serviço e de estudos, e pela Câmara Municipal de Oeiras, que tinham o objetivo de desenvolver uma instituição de ensino superior de qualidade, que fosse igualmente reconhecida pela capacidade de formar profissionais para o mercado de trabalho.
Em 1996 tiveram início as primeiras licenciaturas na área da Gestão e em 2001 foi criada a Escola Superior de Saúde. A Atlântica alargou os seus interesses científicos e consolidou as suas vertentes de ensino e investigação nas seguintes áreas estratégicas: Ciências Empresariais, Saúde e Tecnologias de Informação e Comunicação. 
Com a entrada da Carbures no capital social da E.I.A (com 87%) no 2º semestre de 2014, há uma nítida inversão no rumo a seguir pela Universidade. O projeto da nova Atlântica foca-se no desenvolvimento das áreas de engenharia de materiais, gestão da tecnologia e aeronáutica.
A Atlântica posiciona-se como uma instituição técnica, característica comum a algumas universidades internacionais de índole tecnológico devido à sua enfase nas engenharias e tecnologias não clássicas. Um modelo inovador em Portugal, que permitirá uma grande ligação instituição/indústria, não muito comum no sistema universitário português, mas fundamental para ambas. Para tal, conta com o apoio de uma empresa multinacional tecnologicamente evoluída, num sector de ponta e em crescimento acelerado e, que teve origem na universidade (spin off). Ou seja, um caso de sucesso na integração de conhecimento gerado na universidade e aplicado na indústria/empresa. 
Este modelo é replicado para todas as áreas de ensino da Atlântica, que se mantém e desenvolvem e que ganham outra dimensão e dinamismo.
A prestação de serviços à comunidade, a investigação, a formação e os estudos pós-graduados são áreas em que a Atlântica aposta fortemente para desenvolver um ensino superior de qualidade, inovador e consistente.
A Universidade Atlântica foi reconvertida em estabelecimento universitário não integrado pelo Despacho n.º 6006/2016 (2.ª série), de 5 de maio, denominando-se agora  Atlântica - Escola Universitária de Ciências Empresariais, Saúde, Tecnologias e Engenharia (registo de denominação publicado pelo  Aviso n.º 4774/2017, 2.ª série, de 3 de maio). A reconversão tornou-se obrigatória, uma vez que a instituição nunca cumpriu um dos requisitos para detenção do estatuto de universidade, o qual exige a existência de, pelo menos três programas de doutoramento em áreas científicas diferentes a funcionar.
O referido despacho determinou também a reconversão da Escola Superior de Saúde Atlântica, anteriormente unidade orgânica daquela Universidade, em estabelecimento de ensino superior politécnico não integrado, o que será efetuado através de um processo de reconhecimento de interesse público, ainda em curso. 
A reconversão não afeta a validade de toda a documentação já emitida pelos estabelecimentos em causa, com a denominação e natureza que tinham antes.